# Home and Away
Home and Away är en australisk såpopera med premiär 1988 som utspelar sig vid den fiktiva staden Summer Bay norr om Sydney. Serien har visats i Sverige på olika TV-kanaler genom åren, såsom Sjuan, TV3 och TV4 Play.

## I rollerna (i urval)
- Jason Smith - Robbie Hunter
- Rebecca Cartwright - Hayley Lawson
- Isabel Lucas - Tasha Andrews
- Chris Hemsworth - Kim Hyde
- Ray Meagher - Alf Stewart
- Clarissa House - Beth Hunter
- Sharni Vinson - Cassie Turner
- Lyn Collingwood - Colleen Crazy
- Tim Campbell - Dan Baker
- Lynne McGarnger - Irene Roberts
- Ada Nicodemou - Leah Patterson-Baker
- Jodi Gordon - Martha Mackenzie
- Indiana Evans - Matilda Hunter
- Cornelia Frances - Morag Bellingham
- Nicholas Bishop - Peter Baker
- Mark Furze - Ric Dalby
- Kate Ritchie - Sally Fletcher
- Paul O’Brien - Jack Holden
- Rhys Wakefield - Lucas Holden
- Trent Dalzell - Axle Hay
- Jessica Falkholt - Hope Morrison
- Rebeeca Breeds  - Ruby Buckton
- Kassandra Clementi - Maddy Osborne
- Tai Hara - Andy Barrett
- Jake Speer - Oscar MacGuire
- Philippa Northeast - Evelyn "Evie" MacGuire
- Alec snow -  Matthew 'Matt' Page
- Jackson Gallagher - Joshua 'Josh' Barrett
- Andrew Morley - Spencer Harrington
- Isabella giovinazzo -  Phoebe Nicholson
- Tessa De Josselin - Billie Ashford
- George Mason - Martin "Ash" Ashford
- Jessica Grace Smith - Denise 'Denny' Miller
- Cassie Howarth - Hannah Wilson
- Nic Westaway - Kyle Braxton/Bennett